# Punto crítico cuántico
Un punto crítico cuántico es un punto en el diagrama de fase de un material donde una transición de fase continua tiene lugar en cero absoluto. Un punto crítico cuántico se logra típicamente mediante la supresión continua de una transición de fase de temperatura no nula a temperatura cero mediante la aplicación de una presión, un campo o mediante dopaje. Las transiciones de fase convencionales ocurren a temperaturas distintas de cero cuando el crecimiento de fluctuaciones térmicas aleatorias conduce a un cambio en el estado físico de un sistema. La investigación de la física de la materia condensada en las últimas décadas ha revelado una nueva clase de transiciones de fase llamadas transiciones de fase cuántica que tienen lugar en el cero absoluto. En ausencia de las fluctuaciones térmicas que desencadenan las transiciones de fase convencionales, las transiciones de fase cuántica son impulsadas por las fluctuaciones cuánticas de punto cero asociadas con el principio de incertidumbre de Heisenberg. 

## Visión general
Dentro de la clase de transiciones de fase, hay dos categorías principales: en una transición de fase de primer orden, las propiedades cambian discontinuamente, como en la fusión del sólido, mientras que en una transición de fase de segundo orden, el estado del sistema cambia de manera continua. Moda. Las transiciones de fase de segundo orden están marcadas por el crecimiento de las fluctuaciones en escalas de longitud cada vez más largas. Estas fluctuaciones se llaman "fluctuaciones críticas". En el punto crítico donde ocurre una transición de segundo orden, las fluctuaciones críticas son invariantes de escala y se extienden por todo el sistema. En una transición de fase de temperatura distinta de cero, las fluctuaciones que se desarrollan en un punto crítico están regidas por la física clásica, porque la energía característica de las fluctuaciones cuánticas es siempre menor que la energía térmica característica de Boltzmann kBT.
En un punto crítico cuántico, las fluctuaciones críticas son de naturaleza mecánica cuántica, mostrando una invarianza de escala tanto en el espacio como en el tiempo. A diferencia de los puntos críticos clásicos, donde las fluctuaciones críticas se limitan a una región estrecha alrededor de la transición de fase, la influencia de un punto crítico cuántico se siente en un amplio rango de temperaturas por encima del punto crítico cuántico, por lo que el efecto de la criticidad cuántica se siente incluso sin haber llegado al cero absoluto. La criticidad cuántica se observó por primera vez en los ferroeléctricos, en los que la temperatura de transición ferroeléctrica se suprime a cero.
Se ha observado que una amplia variedad de ferromagnetos metálicos y antiferromagnéticos desarrollan un comportamiento crítico cuántico cuando su temperatura de transición magnética se reduce a cero mediante la aplicación de presión, dopaje químico o campos magnéticos. En estos casos, las propiedades del metal se transforman radicalmente por las fluctuaciones críticas, apartándose cualitativamente del comportamiento estándar del líquido de Fermi, para formar un estado metálico a veces llamado líquido no Fermi o un "metal extraño". Hay un interés particular en estos inusuales estados metálicos, que se cree que exhiben una marcada preponderancia hacia el desarrollo de la superconductividad. También se ha demostrado que las fluctuaciones críticas cuánticas conducen la formación de fases magnéticas exóticas cerca de los puntos críticos cuánticos.

## Puntos finales críticos cuánticos
Los puntos críticos cuánticos surgen cuando una susceptibilidad diverge a temperatura cero. Hay una serie de materiales (como el CeNi2Ge2)  donde esto ocurre por casualidad. Más frecuentemente, un material tiene que ser sintonizado a un punto crítico cuántico. Más comúnmente, esto se hace tomando un sistema con una transición de fase de segundo orden que ocurre a una temperatura distinta de cero y ajustándolo, por ejemplo, aplicando presión o un campo magnético o cambiando su composición química. CePd2Si2 es un ejemplo, en el que la transición antiferromagnética que se produce a aproximadamente 10 K bajo presión ambiente puede ajustarse a temperatura cero aplicando una presión de 28,000 atmósferas. Con menos frecuencia, una transición de primer orden puede hacerse crítica cuántica. Las transiciones de primer orden normalmente no muestran fluctuaciones críticas a medida que el material se mueve de manera discontinua de una fase a otra. Sin embargo, si la transición de fase de primer orden no implica un cambio de simetría, entonces el diagrama de fase puede contener un punto final crítico donde termina la transición de fase de primer orden. Tal punto final tiene una susceptibilidad divergente. La transición entre las fases líquida y gaseosa es un ejemplo de una transición de primer orden sin un cambio de simetría y el punto final crítico se caracteriza por fluctuaciones críticas conocidas como opalescencia crítica.
Un punto final crítico cuántico surge cuando un punto crítico de temperatura no nula se ajusta a la temperatura cero. Uno de los ejemplos mejor estudiados ocurre en el metal de ruteno en capas, Sr3Ru2O7 en un campo magnético. Este material muestra metamagnetismo con una transición metamagnética de primer orden a baja temperatura donde la magnetización salta cuando se aplica un campo magnético dentro de las direcciones de las capas. El salto de primer orden termina en un punto final crítico a aproximadamente 1 kelvin. Al cambiar la dirección del campo magnético de modo que apunte casi perpendicular a las capas, el punto final crítico se sintoniza a temperatura cero en un campo de aproximadamente 8 teslas. Las fluctuaciones críticas cuánticas resultantes dominan las propiedades físicas de este material a temperaturas distintas de cero y lejos del campo crítico. La resistividad muestra una respuesta líquida no Fermi, la masa efectiva del electrón crece y la expansión magnetotérmica del material se modifica en respuesta a las fluctuaciones críticas cuánticas.

## Transición de fase cuántica de no equilibrio
Una estimación intuitiva del efecto de un punto crítico cuántico afectado por el ruido sería que el ruido externo define una temperatura efectiva. Esta temperatura efectiva introduciría una escala de energía bien definida en el problema y rompería la invariancia de escala del punto crítico cuántico. Por el contrario, recientemente se descubrió que ciertos tipos de ruido pueden inducir un estado crítico cuántico que no está en equilibrio. Este estado está fuera de equilibrio debido al flujo continuo de energía introducido por el ruido, pero aún conserva el comportamiento invariante de escala típico de los puntos críticos.